# Stresszteszt
A banki stressztesztek elkészítése során arra keresik a választ, hogy kedvezőtlen makrogazdasági körülmények között a bankrendszer tőketöbblete, illetve likviditási puffere elégséges-e ahhoz, hogy további intézkedések nélkül is képes legyen megőrizni stabil működését.
A stresszteszt segít felmérni, hogy a vizsgált bank hogyan kezeli a terhelést. A teszt meg tudja mutatni, hogy fellép-e valamilyen hiány a vizsgált bank tőke-, illetve likviditási helyzetében, továbbá ezáltal meg tudjuk állapítani a jellegét és szintjét annak a gazdasági környezetnek, ami a vizsgált bank számára még megfelelő. 

## A stresszteszt lépései
1. Meghatározzák stresszteszt hatályát és kiterjedését
2. Makro- vagy pénzügyi sokkok kalibrálása (a sokk típusa lehet hazai makrosokk, pénzügyi piaci sokk, nemzetközi sokk. A sokk súlyossága érzékenységvizsgálattal vagy forgatókönyv-elemzéssel modellezhető. A sokkhatást is determinálni kell a makro- és banki kockázati változókat összekötő ökonometriai modell kiválasztásával.)
3. A sokkok hatásainak számszerűsítése (Adatgyűjtés, modellbecslés, pénzügyi stabilitást fenyegető hatások mérése.)
4. Szabályozás, intézkedések kialakítása (Észlelt gyengeségekre adott válaszreakciók kiválasztása és elérni kívánt eredmények meghatározása és a kommunikációs stratégia kialakítása.)

## Felhasználása
A stressztesztek legalapvetőbb jellemzője maga a vizsgált kockázat. Ennek megfelelően készíthető külön likviditási stresszteszt, illetve piaci kockázattal kiegészített hitelkockázati stresszteszt.